# ویسوکا پولیانا (استان کرجالی)
ویسوکا پولیانا (به بلغاری: Visoka Polyana) یک منطقهٔ مسکونی در بلغارستان است که در شهرستان کاردژالی واقع شده‌است.